# Alianza Francesa de Lima
La Alianza Francesa de Lima (en francés: Alliance Française de Lima) es la institución de enseñanza del idioma francés más antigua de Perú y una de las más antiguas de América Latina.

## Historia
La Alianza Francesa de Lima se funda el 12 de febrero de 1890 en el local de la «Bomba Francia». El grupo de residentes franceses en el Perú decidió constituir un comité y nombró como primer presidente a Jean Dupeyrat. Conforme se fue incrementando el interés de la población peruana por el aprendizaje de la cultura e idioma francés, se establecieron otros locales de la Alianza Francesa en Cusco (1948), Arequipa (1953), Chiclayo (1965), Piura (1965), Trujillo (1965), Iquitos (1990), entre otros. A lo largo de los años, la Alianza Francesa de Lima ha mantenido vínculo y convenios con diferentes instituciones educativas del Perú para la enseñanza del idioma francés.

## Organización
En base a sus estatutos, la organización tiene como principal objetivo el fomentar y desarrollar los lazos de amistad entre las naciones peruana y francesa, a través del intercambio cultural y la enseñanza y difusión del idioma francés.

## Exestudiantes y docentes destacados
- Luis Hernández (poeta y médico)
- César Moro (poeta y pintor)
- Georgette Philippart de Vallejo(poeta)
- Mario Vargas Llosa[3]  (novelista, político, Nobel de Literatura)